# Sirionós
Sirionó o mbía es un pueblo indígena que habita en los bosques de las tierras bajas de Bolivia, específicamente al sur del departamento del Beni y al noroccidente del departamento de Santa Cruz (entre los 2° y 17° S. y desde 62° a 65° W). Su autodesignación, mbía, significa "gente", en tanto sirionó es un nombre foráneo que los refiere como pueblo de la palma siri ("tucuma" o "cumare").
La población que se autoreconoció como sirionó en el censo boliviano de 2001 fue de 133 personas. Este número aumentó a 782 en el censo de 2012.

## Organización económica
Los sirionó han sido principalmente cazadores con arco y flecha. Eran cazadores-recolectores nómadas que plantaban pequeños huertos con batata, yuca, maíz, papaya, algodón, achiote y tabaco. Actualmente siguen cazando monos, venado, pecarí, paca, agutís, armadillos y caimanes. También pescan y recolectan tortugas de tierra, frutos silvestres entre los que se destaca el de la palma motacú, de la cual también aprovechan el palmito y recolectan especialmente miel, la cual en la actualidad comercializan. Ahora, la mayoría se han sedentarizado y han ampliado la extensión de sus cultivos y siembran además de los tradicionales, arroz y banano.
Fabrican canastos, pipas de barro muy características, collares, hamacas de fibra de ambaibo (Cecropía sp.)y cabestrillos de algodón.

## Organización social
Tradicionalmente conformaban bandas independientes de 50 a 100 personas con un ererecua (jefe), y vivían en campamentos rectangulares, hechos usando los árboles como postes y cubriéndolos con hojas de palma como techo y paredes. La movilidad de los campamentos era muy alta en verano y mucho menor en el invierno.
El parentesco y las relaciones de reciprocidad eran fundamentales para la cohesión de la banda. Los primos cruzados se consideraban parejas potenciales y entre ellos ocurrían casi todos los matrimonios, que por el contrario no deben tener lugar entre padres e hijos o entre hermanos (lo cual incluye a los primos paralelos). La terminología de parentesco recuerda el tipo crow en varios aspectos como la equivalencia terminológica entre la hija de la hermana del padre y la hermana del padre; sin embargo, el sistema no se conforma plenamente con el patrón crow ni con su lógica subyacente. Los rastros de la transmisión paralela de ciertos estados se han observado. La equivalencia terminológica de los hermanos de la esposa con los hijos del hermano de la madre y de los hermanos del marido con los hijos de la hermana del padre, es consistente con la unión asimétrica potencial de los primos cruzados.
La nueva pareja debe vivir con los padres de la esposa, para los cuales caza el esposo. Esta regla de uxorilocalidad se articula con la subordinación al padre de la mujer que actúa como líder de la familia extensa constituida por sus hijas, yernos y nietos. A la vez esta organización patriarcal está limitada por la relativa libertad de la mujer en sus actividades sociales y sexualidad y el relativo equilibrio en el aporte de trabajo a la familia.
La poligamia era común especialmente con hermanas y en general, la unión sexual entre primos cruzados ya casados era considerada aceptable dentro de las concepciones de reciprocidad de los parientes, por lo que los hermanos del padre eran considerados copadres del niño nacido y se practicaba el sororato a la muerte del esposo. Actualmente predomina la monogamia por la influencia de los misioneros y del tipo de vida en los poblados.
Las mujeres debían participar de un ritual de iniciación entre los 10 a 12 años, para poder casarse o tener relaciones sexuales. Este se celebraba simultáneamente en el bosque para varias muchachas de edad similar, a las que se cortaba el cabello y durante varios días eran bañadas y cantadas en alguna corriente de agua en el bosque. Sólo podían unirse a un varón tras tener el cabello largo y mientras tanto debían trabajar fuertemente en labores femeninas y observar restricciones alimenticias precisas.
El nacimiento del primer hijo de la pareja constituye aun la ocasión para una gran fiesta. Por otra parte una serie de prácticas rituales ligadas al nacimiento eran observadas, como restricciones alimenticias, corte del ombligo por el padre, asignación del nombre al bebé por el primer animal cazado por el padre o por alguna cosa vista por él.

## Lengua
El idioma sirionó pertenece a la familia Tupí-Guraní, y es una de las lenguas oficiales en Bolivia